# IC 5146
IC 5146 (ook Caldwell 19, Sh 2-125, en de Kokonnevel genoemd) is een reflectie/emissienevel in het sterrenbeeld Zwaan. De NGC-beschrijving verwijst naar IC 5146 als een cluster van 9,5 mag sterren die betrokken zijn in een heldere en donkere nevel. De sterrenhoop staat ook bekend als Collinder 470. Hij straalt bij magnitude +10.0/+9.3/+7.2. Hij staat in de buurt van de ster Pi Cygni, de open sterrenhoop NGC 7209 in Hagedis, en de heldere open sterrenhoop M39. De sterrenhoop staat op ongeveer 4.000 lichtjaar afstand, en de centrale ster die hem verlicht is ongeveer 100.000 jaar geleden gevormd; de schijnbare diameter van de nevel is ongeveer 12 boogminuten, wat overeenkomt met een diameter van 15 lichtjaar.
Bij het bekijken van IC 5146 is de donkere nevel Barnard 168 (B168) een onlosmakelijk deel van de ervaring, die een donkere baan vormt die de sterrenhoop omringt en naar het westen uitsteekt en het uiterlijk van een spoor achter de kokon vormt.

## Jonge stellaire objecten
IC 5146 is een stellaire kraamkamer waar stervorming aan de gang is. Waarnemingen door zowel de Spitzer Space Telescope als het Chandra X-ray Observatory hebben gezamenlijk honderden jonge stellaire objecten geïdentificeerd. Jonge sterren worden gezien in zowel de emissienevel, waar gas is geïoniseerd door massieve jonge sterren, als in de infrarood-donkere moleculaire wolk die de "staart" vormt. De zwaarste ster in de regio is BD+46 3474, een ster van klasse B1 die naar schatting 14±4 keer de massa van de zon heeft.
Een andere interessante ster in de nevel is BD+46 3471, die een voorbeeld is van een Herbig Ae/Be ster, een ster van middelmatige massa met sterke emissielijnen in zijn spectrum.

## Afbeeldingen

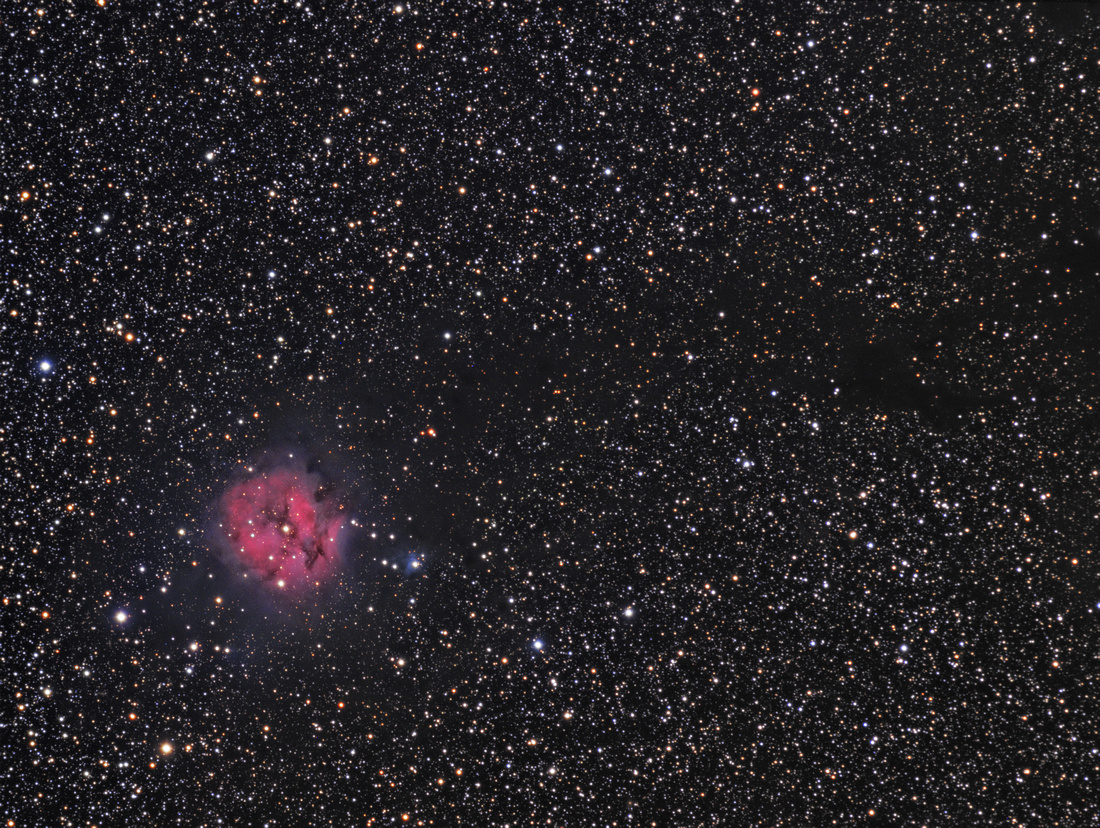
Een amateur-foto van de nevel.
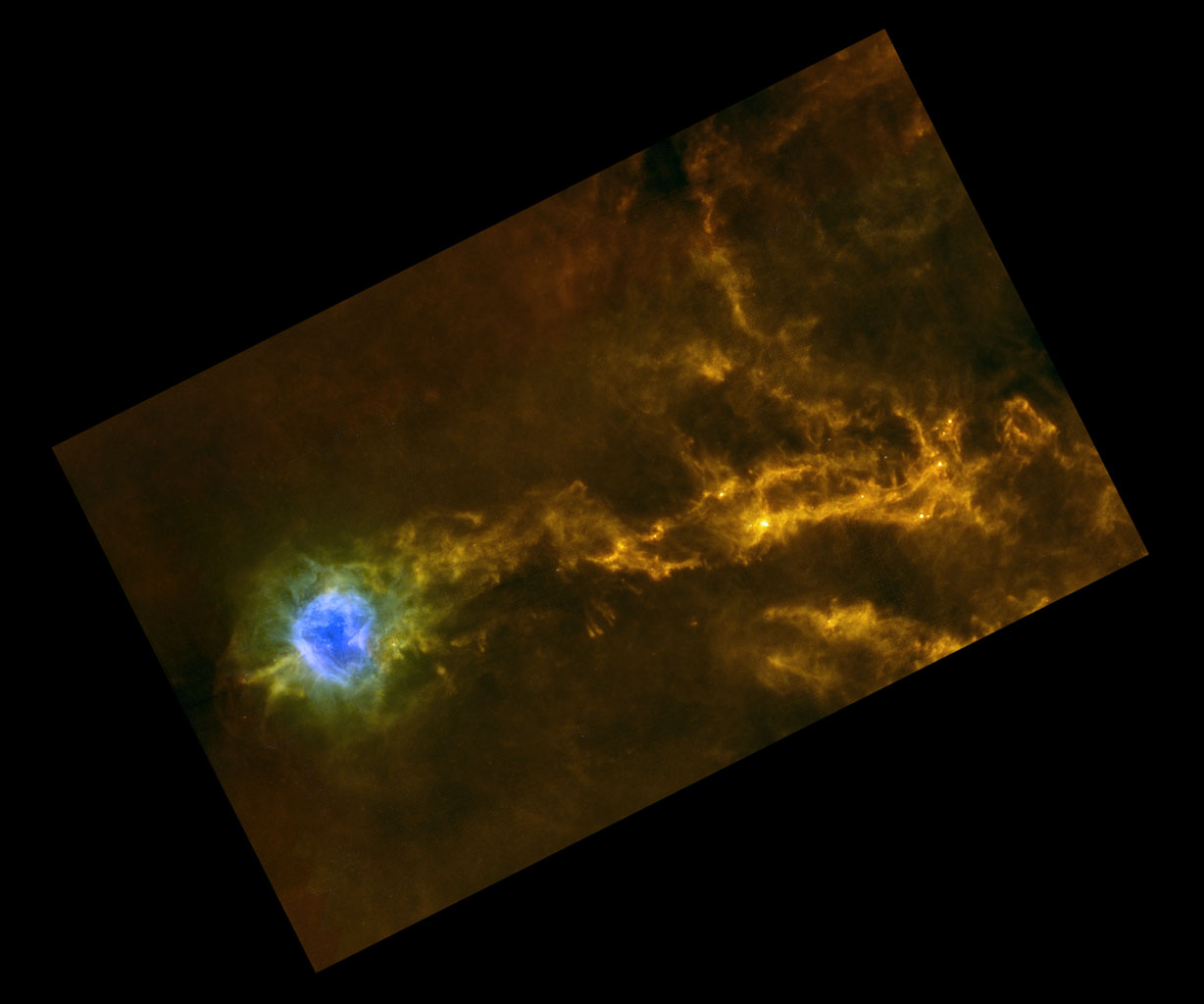
De nevel door Herschel.